# Saint-Georges-sur-Renon
Saint-Georges-sur-Renon è un comune francese di 203 abitanti situato nel dipartimento dell'Ain della regione dell'Alvernia-Rodano-Alpi.

## Società

### Evoluzione demografica
Abitanti censiti